# Xã Licking Creek, Quận Fulton, Pennsylvania
Xã Licking Creek (tiếng Anh: Licking Creek Township) là một xã thuộc quận Fulton, tiểu bang Pennsylvania, Hoa Kỳ. Năm 2010, dân số của xã này là 1.703 người.